# A Nem én voltam! epizódjainak listája
A Nem én voltam! egy amerikai szituációs komédia, melyet az It's a Laugh Productions készített a Disney Channel számára. A sorozat bemutatója 2014. január 17-én volt. A második évadot 2014. július 3-án jelentették be.

## Évados áttekintés
| Évad | Évad | Epizódok | Eredeti sugárzás  | Eredeti sugárzás  | Magyar sugárzás  | Magyar sugárzás   |
| Évad | Évad | Epizódok | Évadpremier       | Évadfinálé        | Évadpremier      | Évadfinálé        |
| ---- | ---- | -------- | ----------------- | ----------------- | ---------------- | ----------------- |
|      | 1    | 20       | 2014. január 17.  | 2014. december 7. | 2014. június 21. | 2015. február 21. |
|      | 2    | 19       | 2015. február 15. | 2015. október 16. | 2015. június 14. | 2016. június 18.  |

## 1. évad
| #   | #   | Eredeti cím                          | Magyar cím                     | Rendezte       | Írta                                     | Eredeti premier      | Magyar premier       |
| --- | --- | ------------------------------------ | ------------------------------ | -------------- | ---------------------------------------- | -------------------- | -------------------- |
| 1.  | 1.  | Pilot                                | A kezdet                       | Bruce Leddy    | Tod Himmel & Josh Silverstein            | 2014. január 17.     | 2014. június 21.     |
| 2.  | 2.  | Fireman Freddy's Spaghetti Station   | Tűzoltó Freddy spagettiétterme | Bruce Leddy    | Tod Himmel                               | 2014. január 26.     | 2014. június 22.     |
| 3.  | 3.  | The New Guy                          | Az új srác                     | Bruce Leddy    | Rob Lotterstein                          | 2014. február 9.     | 2014. június 28.     |
| 4.  | 4.  | Dear High School Self                | A levélincidens                | Bruce Leddy    | Judd Pillot                              | 2014. február 16.    | 2014. július 5.      |
| 5.  | 5.  | If It Tastes Like a Brussels Sprout  | Nyam-nyam spray                | Bruce Leddy    | Alessia Costantini                       | 2014. március 9.     | 2014. július 19.     |
| 6.  | 6.  | Lindylicious                         | Lindy itala                    | Bruce Leddy    | Sarah Jane & Suzie Freeman               | 2014. március 16.    | 2014. július 12.     |
| 7.  | 7.  | Snow Problem                         | Hóprobléma                     | Bruce Leddy    | Rob Lotterstein                          | 2014. április 6.     | 2014. augusztus 17.  |
| 8.  | 8.  | Dance Fever                          | Tánc-láz                       | Bruce Leddy    | Todd Himmel                              | 2014. április 13.    | 2014. július 26.     |
| 9.  | 9.  | Now Museum, Now You Don't            | Múzeumi zűr                    | Bruce Leddy    | Sarah Jane & Suzie Freeman               | 2014. május 4.       | 2014. szeptember 14. |
| 10. | 10. | In the Doghouse with the White House | Kutyarablás                    | Joel Zwick     | Rob Lotterstein                          | 2014. június 22.     | 2014. szeptember 21. |
| 11. | 11. | The Phone Challenge                  | Mobiltilalom                   | Bruce Leddy    | Josh Silverstein                         | 2014. június 29.     | 2014. szeptember 28. |
| 12. | 12. | Twin It to Win it                    | Ikertanulmány                  | Bruce Leddy    | Josh Silverstein                         | 2014. július 13.     | 2014. november 17.   |
| 13. | 13. | Earth Boys Are Icky                  | Földönkívüli szerelem          | Lynn McCracken | Josh Silverstein                         | 2014. július 27.     | 2014. november 21.   |
| 14. | 14. | Lindy Nose Best                      | Lindy beleavatkozása           | Bruce Leddy    | Judd Pillot                              | 2014. augusztus 10.  | 2014. november 18.   |
| 15. | 15. | Ball or Nothing                      | Labda vagy semmi               | Joel Zwick     | Tod Himmel                               | 2014. augusztus 24.  | 2014. november 19.   |
| 16. | 16. | Logan's Run                          | Logan futása                   | Bruce Leddy    | Sasha Stroman                            | 2014. szeptember 21. | 2014. november 20.   |
| 17. | 17. | Bad News                             | Rossz hírek                    | Joel Zwick     | Darin Henry                              | 2014. szeptember 28. | 2015. február 7.     |
| 18. | 18. | Next of Pumpkin                      | A tökverseny                   | Judd Pillot    | Judd Pillot                              | 2014. október 5.     | 2015. február 14.    |
| 19. | 19. | Bicycle Thief                        | Biciklitolvaj                  | Joel Zwick     | Eddie Quintana                           | 2014. november 2.    | 2015. február 21.    |
| 20. | 20. | Merry Miss Sis                       | Logan karácsonyi kívánsága     | Joel Zwick     | Sarah Jane Cunningham & Suzie V. Freeman | 2014. december 7.    | 2014. december 15.   |

## 2. évad
| #   | #   | Eredeti cím                                      | Magyar cím                             | Rendezte            | Írta                            | Eredeti premier      | Magyar premier     |
| --- | --- | ------------------------------------------------ | -------------------------------------- | ------------------- | ------------------------------- | -------------------- | ------------------ |
| 21. | 1.  | Slumber Partay!                                  | Pizsamaparti                           | Jody Margolin Hahn  | Phil Baker                      | 2015. február 15.    | 2015. június 14.   |
| 22. | 2.  | The Not-So-Secret Lives of Mosquitoes & Muskrats | Tiltott szerelem                       | Jody Margolin Hahn  | Tom Palmer                      | 2015. március 1.     | 2015. június 21.   |
| 23. | 3.  | Lindy Goes to the Dogs                           | Lindy és a kutya                       | Bob Koherr          | Jeannette Collins               | 2015. március 8.     | 2015. június 28.   |
| 24. | 4.  | Lindy & Logan Get Psyched                        | Lindy és Logan és a pszichés problémák | Bob Koherr          | Erika Kaestle Patrick McCarthy  | 2015. március 15.    | 2015. november 2.  |
| 25. | 5.  | Dog Date Afternoon                               | Délutáni kutya randi                   | Bob Koherr          | Tom Palmer                      | 2015. március 22.    | 2015. november 4.  |
| 26. | 6.  | Logan Finds Out!                                 | Logan rájön                            | Bob Koherr          | Jim Gerkin                      | 2015. március 29.    | 2015. november 3.  |
| 27. | 7.  | Food Fight                                       | Kajacsata                              | Jody Margonlin Hahn | Michael Fitzpatrick             | 2015. április 8.     | 2015. november 6.  |
| 28. | 8.  | Stevie Likes Lindy                               | Stevie-nek tetszik Lindy               | Bob Koherr          | Phil Baker                      | 2015. április 19.    | 2015. november 5.  |
| 29. | 9.  | Falling for... Who?                              | Kibe esel?                             | Jody Margolin Hahn  | Erika Kaestle Patrick McCarthy  | 2015. május 31.      | 2015. november 9.  |
| 30. | 10. | Lindy and Logan's Brrrrthday!                    | Logan és Lindy szülinapja              | Erika Kaestle       | Jim Gerkin                      | 2015. június 7.      | 2015. november 10. |
| 31. | 11. | Cheer Up Girls                                   | Kapd elő a pompont!                    | Neal Israel         | Jeannette Collins Mimi Friedman | 2015. június 21.     | 2015. november 12. |
| 32. | 12. | Lindy in the Middle                              | Lindy a középpontban                   | Jon Rosenbaum       | Erinne Dobson                   | 2015. július 10.     | 2015. november 11. |
| 33. | 13. | Elementary, My Dear Watson                       | Dr. Watson kérem szépen                | Jean Sagal          | Tom Palmer                      | 2015. július 24.     | 2015. november 13. |
| 34. | 14. | Lindy Breaks Garrett                             | Lindy megtöri Garrettett               | Bob Koherr          | Tom Palmer                      | 2015. augusztus 7.   | 2016. május 28.    |
| 35. | 15. | Doggie Daddy                                     | Kutyaapa                               | Bob Koherr          | Erika Kaestle Patrick McCarthy  | 2015. augusztus 14.  | 2016. május 29.    |
| 36. | 16. | Drum Beats, Heart Beats                          | Dobpergés, szívverés                   | Bob Koherr          | Phil Baker                      | 2015. szeptember 11. | 2016. június 4.    |
| 37. | 17. | The Doctor Is In                                 | A doktor úr itt van                    | Erika Kaestle       | Jim Gerkin                      | 2015. szeptember 18. | 2016. június 11.   |
| 38. | 18. | Bite Club                                        | Harapók klubja                         | Bob Koherr          | Jeanette Collins Mimi Friedman  | 2015. október 2.     |                    |
| 39. | 19. | The Rescuers                                     | A megmentők                            | Bob Koherr          | Phil Baker                      | 2015. október 16.    | 2016. június 18.   |